# Centro Acadêmico Cândido de Oliveira
O Centro Acadêmico Cândido de Oliveira (CACO) é um centro acadêmico histórico brasileiro.
Desde a sua fundação, em 1916, esteve envolvido em movimentos políticos em prol do Direito e dos princípios democráticos defendidos pelos alunos da Faculdade Nacional de Direito da Universidade Federal do Rio de Janeiro.

## História
O CACO surgiu como "Grêmio Jurídico Litterario" em 29 de Maio de 1916, em assembléia da antiga Faculdade Livre de Direito do Rio de Janeiro, elegendo como patrono a figura do Conselheiro Cândido Luís Maria de Oliveira.
De 1920 a 1937, o Grêmio manteve a designação que hoje utiliza. Em 5 de Julho de 1937, foi alterada para Diretório Acadêmico da Faculdade Nacional de Direito – DAFND, cuja função era a representação do corpo discente. Assim, houve uma separação funcional entre o órgão estudantil – DAFND – e o órgão cultural – o Centro Acadêmico.
Apenas em 1943 se deu a junção do Centro Acadêmico e do Diretório, cabendo, então, a este órgão todas as funções que realiza atualmente. Atribuições como a de representar os estudantes, promover cultura e apresentar posicionamento político condizente aos interesses estudantis.
Ainda em 1943, respeitando e seguindo os seus princípios políticos, o CACO exerceu importante papel para o ingresso do Brasil na Segunda Guerra Mundial. Ao final do conflito, em 1945, lutou pela redemocratização do país.
Em 1956 mobilizou-se para a criação do campus universitário da então Universidade do Brasil.
Em 1961, lutou pela legalização do Governo João Goulart. A Faculdade foi cercada por forças militares, na noite de 1º de Abril de 1964, por ter apresentado resistência ao Golpe que depôs João Goulart. A FND foi poupada de um incêndio apenas pela intervenção do então Capitão dos "Dragões da Independência", Ivan Cavalcanti Proença, expulso, preso e perseguido durante todo o período ditatorial brasileiro que se instaurara.
Nesse período, várias diretorias do EditarCACO foram destituídas, detidas e processadas. O Centro Acadêmico foi, por fim, encerrado em 1969 pelo Diretor da Faculdade,mas o CACO passou a existir na clandestinidade, como CACO-LIVRE. Concomitantemente foram expulsos alguns militantes estudantis e vários diretores do CACO, entre eles, Alexandre Addor, Carlos Eduardo Bosísio, Técio Lins e Silva, Oscar Araripe, Fernando Barros, Antônio Serra e Vladimir Palmeira. Em 2016, em solenidade no Salão Nobre da FND foram restituídos os mandatos dos diretores cassados em 1964 e 1965.
Nos dias 29 e 30 de Agosto de 1978, o Conselho dos Representantes de Turma realizou eleição para o Centro Acadêmico, reabrindo legalmente o órgão.